# Disney's Hercules (trò chơi điện tử)
Disney's Hercules, tại châu Âu còn gọi là Disney's Action Game Featuring Hercules,  là một trò chơi điện tử với nhân vật chính là anh hùng Hercules. Trò chơi này thích hợp với mọi lứa tuổi.

## Giới thiệu
Trò chơi được thiết kế dựa trên bộ phim hoạt hình cùng tên của Walt Disney năm 1997. Được phát hành trên 3 hệ máy PlayStation, Game Boy, PC.

## Các màn chơi
Trò chơi gồm 10 màn chơi với những bối cảnh khác nhau. Các màn được sắp xếp từ mức độ dễ đến khó. Trong đó, màn Training là màn mở đầu, dễ nhất. Màn Vortex là vàn cuối cùng, khó nhất, cần phải đánh bại thần Chết để qua màn này. Mỗi màn chơi có những lối chơi, cách đánh và nhiệm vụ khác nhau. Có bảy loại vật phẩm trong trò chơi: Kiếm sét, kiếm lửa, kiếm gió, mũ tàng hình, chai nước (tăng HP), con rối (tăng độ dài HP), dép xăng đan (chạy nhanh).
Dưới đây là tên gọi của 10 màn chơi:
- Training

(Huấn luyện cơ bản)
- Gauntlet

(Chạy vượt chướng ngại vật)
- Forest

(Khu rừng của nhân mã)
- Thebes

(Ngôi đền của các vị thần)
- Hydra

(Hẻm núi có quái vật khổng lồ nhiều đầu)
- Medusa

(Cái hang của Medusa)
- Cyclops

(Cyclops tấn công)
- Titans

(Chuyến bay bão táp)
- Torment

(Đường xuống địa ngục)
- Vortex

(Đánh bại thần Chết)

## Nhiệm vụ
Trong trò chơi này, nhiệm vụ của người chơi là phải vượt qua toàn bộ màn chơi, thu thập đồng tiền, thu thập đủ bộ chữ HERCULES sẽ được tăng thêm mạng chơi, bộ chữ này nằm ở những nơi bí mật và khó lấy. Ở trên đường đi, có những quái vật, thần tiên, dân thường, thú vật... sẽ tấn công, cản trở làm người chơi mất máu.